# Edifício American Diamond
Vista do edifício
O  Edifício American Diamond  é um arranha-céu localizado na cidade de Cuiabá, no Centro-oeste do Brasil. Concluído em 2019, o edifício é o mais alto do estado de Mato Grosso e o 20° maior arranha-céu do Brasil, possui 33 andares e uma altura de 155 metros de altura. Localizado em um do bairros mais nobres da cidade, o Jardim das Américas, possui acesso fácil ao lado do Shopping 3 Américas e próximo a Universidade Federal de Mato Grosso, possui uma arquitetura clássica e sofisticada, diferenciada e funcional.